# Paraclius taiwanensis
Paraclius taiwanensis är en tvåvingeart som beskrevs av Zhang, Yang och Kazuhiro Masunaga 2006. Paraclius taiwanensis ingår i släktet Paraclius och familjen styltflugor.
Artens utbredningsområde är Taiwan. Inga underarter finns listade i Catalogue of Life.